# Літопис книг
«Літопис книг» — український державний бібліографічний покажчик, видання Книжкової палати України, довідково-бібліографічне видання, призначене для працівників наукових установ, бібліотек, фахівців різних галузей, видавців тощо; орган державної бібліографії України. 

## Історія

### УРСР
Заснований у 1924 році як «Літопис українського друку». 
Періодичність, назва та види матеріалів, що реєструються, змінювалися: у 1924 — 12 номерів щомісяця, з 1925 по 1926 — двічі на місяць, з 1927 по 1928 — щотижня, з 1929 по 1930 — 4 номери щоквартально, у 1935 — щомісяця, з 1936 по 1940 — 24 випуски щороку, з 1945 по 1983 — щомісяця, з 1984 — двічі на місяць. 
У 1935 році перейменований на «Літопис друку». З 1931 по 1934 рік не виходив, матеріали за ці роки видано у 1936 році під назвою «Літопис друку УСРР: систематичний покажчик». З 1942 по 1945 рік літописи не видавали. У 1951 році опублікований систематичний покажчик «Літопис друку УРСР. Книги» за 1942—1944 роки. 
З 1924 по 1928 у літописі реєстрували книги й брошури, графічні та нотні видання, календарі, таблиці, аркушеві та періодичні видання, з 1929 — книжкові та нотні видання, з 1930 — книжкові, нотні, офіційні видання, журнальні статті, рецензії тощо, з 1935 — книжкові і нотні видання. З 1936 року почали видавати окремими серіями «Літопис друку. Книги», «Літопис друку. Журнальні статті», «Літопис друку. Рецензії», з 1937 — «Літопис друку УРСР. Книги», «Літопис друку. Газетні статті», з 1938 — «Літопис друку. Твори образотворчого мистецтва», з 1954 — «Літопис музичної літератури» («Літопис нот»), з 1973 — «Літопис періодичних видань УРСР».
За 1945 рік «Літопис» надрукували на машинці в чотирьох примірниках, як службовий і архівний документ. З 1924 по 1989 рік друкували у Харкові, з 1990 — в Києві, на власній поліграфічній базі Книжкової палати України.

#### Статистика
У 1970-ті роки в УРСР виходило друком майже 10% усієї книжкової продукції СРСР. Загалом упродовж 1918—1975 років у республіці було видано понад 300 тисяч назв книжок і брошур українською мовою, мовами національних меншин та зарубіжних країн. Для ширшого й оперативнішого інформування установ і громадян у «Літописі книг» разом з книжковою продукцією були представлені й видання журнального типу, автореферати дисертацій тощо. Упродовж 1971—1975 років «Літопис» щорічно вміщував відомості про 13—14 тисяч назв таких видань.

### Україна
До 1992 року книги та брошури були згруповані у 50-ти основних розділах згідно з «Єдиною схемою класифікації літератури у видавництвах, книжковій торгівлі та державній бібліографії». 
З 1993 року групування здійснюється за УДК (розділи 0—94). В кожному розділі є підрозділи та рубрики відповідно до їх змісту. Якщо певне видання може бути відображено в різних розділах, його опис подається в одному з них, а в інших застосовують посилання до відповідного номера запису.
З 1992 по 1993 рік бібліографічний опис видань здійснювали лише українською мовою, а мову видання вказували у примітках; з 1994 року видання описують мовою оригіналу.
У 1996 році Книжкова палата України заснувала серію «Національна бібліографія України», у якій видають покажчики відповідно до видового відображення матеріалів. Зокрема, «Літопис книг», «Літопис журнальних статей», «Літопис газетних статей», «Літопис образотворчих видань», «Літопис нот», «Літопис картографічних видань» і «Літопис авторефератів дисертацій».
Кожен номер покажчика вміщує в середньому 700—800 назв. У випусках «Літопису» протягом 2019 року загалом відображено 17 634 назви книжкових видань.

## Опис
Літописи видають на основі аналізу видань, що надходять до Книжкової палати України як обов'язкові примірники. «Літопис книг» містить поточну інформацію про книги і брошури всіх видів і типів: офіційні, наукові, науково-популярні, громадсько-політичні, науково-виробничі, навчальні, довідкові, релігійні, літературно-художні, видання для дітей та юнацтва, які видають в Україні. Вміщує інформацію про видання, що вийшли тиражем понад 100 примірників. Видання з питань бібліографії та літературно-художні відображають незалежно від тиражу. Систематичне розміщення матеріалу, всередині рубрик — алфавітне. Бібліографічні записи групують за системою класифікації «Універсальна десяткова класифікація» (УДК), що охоплює всі галузі знань. Опис джерел — за державними стандартами. У кожному виданні подають допоміжні покажчики: іменний, географічний, предметний, назв, перелік мов, якими надруковано книги. До 24-го номера додають покажчик серій, вип.уск яких зареєстровано упродовж року. Бібліографічний опис документів у літописах здійснюють мовою оригіналу. Тираж — 76—87 примірників. Головний редактор — М. Сенченко (з 2013 року).
Бібліографічний опис книг і брошур в «Літописі книг» здійснюється згідно з державними стандартами. Для систематизації книг, брошур Книжкова палата України використовує власні видання «Розташування бібліографічних записів у бібліографічних покажчиках на основі Універсальної десяткової класифікації таблиці класифікації» (2013) та УДК.
Формування електронного інформаційного масиву «Літопису книг» у Книжковій палаті України здійснює відділ наукової підготовки державних бібліографічних покажчиків; редагування і підготовку видання до друку — відділ наукового редагування бібліографічної інформації. Електронні версії випусків державного бібліографічного покажчика «Літописа книг» (з 2004 року) розміщені на сайті Книжкової палати України в розділі «Національна бібліографія».